# Zlín Z-126
Die Zlín Z-126 Trenér II ist ein tschechoslowakisches Mehrzweckflugzeug. Sie wurde Anfang der 1950er-Jahre von Karel Tomaš entwickelt, um die Z-26 zu ersetzen. Sie diente als Schulflugzeug, zum Segelflugzeugschlepp und, da sie dafür geeignet war, auch als Kunstflugzeug.

## Geschichte
Im Unterschied zur Z-26 war man bei der Konstruktion von der Gemischt- zur Ganzmetallbauweise übergegangen, jedoch besaßen die ersten Serienexemplare noch ein oben abgerundetes Leitwerk aus Holz, das später durch ein eckiges aus Metall ersetzt wurde. Tragflächen und Rumpf waren geringfügig verändert und die Instrumentierung verbessert worden. Alle Z-126 verfügten über stoffbespannte Querruder. Der Walter-Minor-4-III-Antrieb wurde beibehalten. Der Prototyp flog erstmals 1953. Die Serienproduktion lief noch im selben Jahr in Otrokovice an und umfasste 168 Maschinen. Die Z-126 wurde sowohl zivil als auch militärisch genutzt und auch exportiert. Bei den Luftstreitkräften der ČSR flog sie unter der Bezeichnung C-105.

## Einsatz in der DDR
Die ersten drei Z-126 wurden im Frühjahr 1954 an die Kasernierte Volkspolizei (KVP) geliefert und waren noch mit einem Holzleitwerk ausgestattet. Bis 1956 kamen noch zwölf Stück hinzu. Diese Z-126 flogen mit dunkelgrünem Tarnanstrich über alles und, um das alliierte Flugverbot zu umgehen, mit sowjetischen Hoheitszeichen. Sie dienten vorwiegend zum Schleppen von Segelflugzeugen. Nach Gründung der NVA im Jahr 1956 gab die KVP die noch verbliebenen 13 Z-126 an die GST ab. Zwei waren bereits vorher durch Unfälle verlorengegangen.
1956 wurden vier für die Kasernierte VP bestimmte Trenér an die Technische Hochschule Dresden geliefert, wo sie für die praktische Ausbildung von Studenten der Fakultät Aerodynamik und Flugzeugbau flogen. Zwei dieser Flugzeuge gingen 1959 kurzzeitig an den VEB Flugzeugwerke Dresden und flogen dort mit den Kennern DM-ZZH und ZZF. Anfang der 1960er-Jahre gingen auch diese Maschinen an die GST.
Bei der GST dienten die Z-126 als Schleppflugzeuge, zur Pilotenschulung und, zum Ablauf ihrer Dienstzeit Ende der 1970er-Jahre, für Strecken- und Einweisungsflüge.

## Aufbau
Die Z-126 ist ein freitragender Tiefdecker mit einem Rumpfgerüst aus geschweißten Stahlrohren, das im vorderen Bereich sowie auf der hinteren Oberseite mit abnehmbaren Blechen beplankt ist; der restliche Teil ist mit Stoff bespannt. Das Flugzeug ist mit einem Doppelsteuer ausgerüstet und die hintereinander angeordneten Besatzungskabinen sind beide mit vollständiger Instrumentierung und höhenverstellbaren Schalensitzen und verstellbaren Seitenruderpedalen ausgestattet. Der trapezförmige Tragflügel besitzt zwei Holme, besteht aus drei Teilen und ist mit Plattenblechen aus Duraluminium beplankt. In ihm sind die Schmier- und Kraftstoffbehälter, letztere mit 80 l Volumen, untergebracht. Das Leitwerk der Z-126 besteht entweder aus sperrholzbeplanktem Holzfachwerk (frühe Ausführung) oder aus Metall mit stoffbespannten Rudern sowie metallbeplankter Seiten- und Höhenflosse. Das Heckradfahrwerk ist nicht einziehbar, Sporn- und Haupträder sind ölpneumatisch gedämpft, das Spornrad ist mit dem Seitenruder gekoppelt, klinkt sich aber beim Überschreiten eines bestimmten Winkels selbstständig aus.

## Nutzer
- Ägypten
- Australien: 1
- Belgien: 1
- Bosnien und Herzegowina: 1
- Volksrepublik China: 1
- Deutsche Demokratische Republik: 19 bei KVP-Luft, LSK/LV der NVA und GST
- Finnland: 2
- Indonesien: 2
- Jemen: 10
- Jugoslawien
- Kanada: 1
- Kuba
- Mosambik
- Österreich: 4 (5)
- Republika Srpska: 1
- Rumänien
- Tschechoslowakei: 124

## Technische Daten

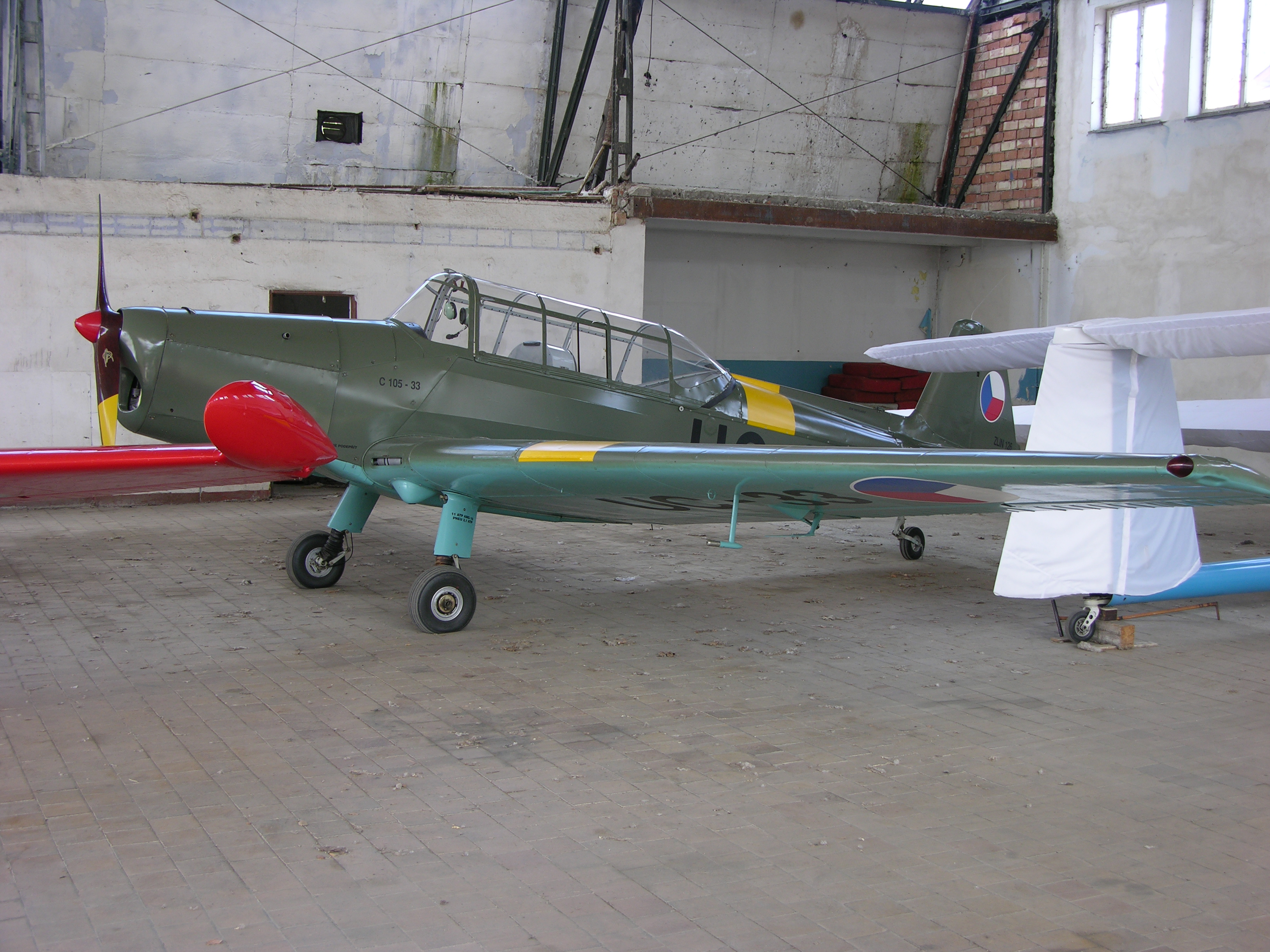
Die Militärausführung C-105

| Kenngrößen              | Daten                                                                                              |
| ----------------------- | -------------------------------------------------------------------------------------------------- |
| Besatzung               | 2 (Fluglehrer / Flugschüler)                                                                       |
| Spannweite              | 10,28 m                                                                                            |
| Länge                   | 7,42 m                                                                                             |
| Höhe                    | 2,06 m                                                                                             |
| Flügelfläche            | 14,90 m² (Tragflächen) 1,37 m² (Querruder) 1,27 m² (Landeklappen)                                  |
| Flügelstreckung         | 7,1                                                                                                |
| Flächenbelastung        | 51,5 kg/m²                                                                                         |
| Leistungsbelastung      | 7,3 kg/PS                                                                                          |
| Leermasse               | 510 kg                                                                                             |
| Startmasse              | 765 kg                                                                                             |
| Triebwerke              | ein Walter Minor 4-III mit starrem Zweiblatt-Holzpropeller                                         |
| Startleistung           | 105 PS (77 kW) bei 2500/min                                                                        |
| Kraftstoffvorrat        | 80 l                                                                                               |
| Kraftstoffverbrauch     | 13 l/100 km (17,5 kg/h) bei Reisegeschwindigkeit                                                   |
| Höchstgeschwindigkeit   | 205 km/h in Bodennähe                                                                              |
| Reisegeschwindigkeit    | 180 km/h                                                                                           |
| Steiggeschwindigkeit    | 3,3 m/s                                                                                            |
| Landegeschwindigkeit    | 74 km/h                                                                                            |
| Steigzeit               | 5,4 min auf 1000 m Höhe 12,5 min auf 2000 m Höhe 23,0 min auf 3000 m Höhe 35,0 min auf 4000 m Höhe |
| Dienstgipfelhöhe        | 4800 m                                                                                             |
| Reichweite              | 600 km bei Reisegeschwindigkeit                                                                    |
| Flugdauer               | 3,5 h                                                                                              |
| Start-/Landerollstrecke | 170 m / 150 m                                                                                      |